# Ateloglutus lanfrancoi
Ateloglutus lanfrancoi är en tvåvingeart som beskrevs av Cortes 1986. Ateloglutus lanfrancoi ingår i släktet Ateloglutus och familjen parasitflugor. Inga underarter finns listade i Catalogue of Life.